# Protoleptoneta italica
Protoleptoneta italica är en spindelart som först beskrevs av Simon 1907.  Protoleptoneta italica ingår i släktet Protoleptoneta och familjen Leptonetidae. Inga underarter finns listade i Catalogue of Life.